# Kamerová zkouška
Kamerová zkouška (též z angličtiny screen test) je metoda pro výběr herce do konkrétního audiovizuálního díla (filmu, seriálu, apod.). Herec je obvykle postaven před kameru a je mu nařízeno, aby před ní vystupoval. Tím je pak stanovena jeho vhodnost pro dané dílo. Herci jsou často dány různé instrukce, podle kterých má vystupovat.
Americký výtvarník a režisér Andy Warhol natočil řadu kamerových zkoušek s většinou lidí, kteří navštívili jeho umělecký ateliér The Factory. Promítán byl například jeho film Screen Tests, který je kompilací takových kamerových zkoušek.